# Cruckshanksia palmae
Cruckshanksia palmae är en måreväxtart som beskrevs av Dominique Clos. Cruckshanksia palmae ingår i släktet Cruckshanksia och familjen måreväxter. Inga underarter finns listade i Catalogue of Life.